# Athens (Ohio)
 (mars 2018).
Si vous disposez d'ouvrages ou d'articles de référence ou si vous connaissez des sites web de qualité traitant du thème abordé ici, merci de compléter l'article en donnant les références utiles à sa vérifiabilité et en les liant à la section « Notes et références ».
Pour les articles homonymes, voir Athens.
Athens est une ville de l'État de l'Ohio, aux États-Unis. Elle est le siège du comté d'Athens.

## Transports
Athens possède un aéroport (Gordon K. Bush Airport (en), code AITA : ATO).

## Éducation
La ville abrite Ohio University (Université de l’Ohio) sur son territoire.

## Géographie
Selon les données du Bureau du recensement des États-Unis, Athens a une superficie de 21,6 km² (soit 8,3 mi2) entièrement en surfaces terrestres.

## Démographie
Athens était peuplée, lors du recensement de 2000, de 21 342 habitants.

## Culture
- Athens International Film and Video Festival (fa)

## Source
- (en) Cet article est partiellement ou en totalité issu de l’article de Wikipédia en anglais intitulé « Athens, Ohio » (voir la liste des auteurs).